# Огулпаша
Огулпаша, още Оглупаша или Олпаша (на турски: Oğulpaşa), е село в Източна Тракия, Турция, околия Хавса, вилает Одрин.

## География
Селото се намира на 10 км северно от Хавса.

## История
В XIX век Огулпаша е българско село в Одринската кааза на Одринския вилает на Османската империя. Според „Етнография на вилаетите Адрианопол, Монастир и Салоника“, издадена в Константинопол в 1878 година и отразяваща статистиката на населението от 1873 година, Олпаш (Olpach) има 95 домакинства и 484 българи.
Според статистиката на професор Любомир Милетич в 1912 година в селото живеят 100 български екзархийски семейства или 455 души.
Българското население на Огулпаша се изселва в Ямболско след Междусъюзническата война в 1913 година.

## Личности
Родени в Огулпаша
- Трифон Тодоров Георгиев (Апостол Зографов, 1898 – 1942), български комунист, подводничар,[4] интербригадист[5]

Починали в Огулпаша
- Диню Желев Петков, български военен деец, старши подофицер, загинал през Балканската война на 29 януари 1913 година[6]
- Юрдан Димитров Колев, български военен деец, кандидат-офицер, загинал през Балканската война на 12 март 1913 година[7]